# Hawryłki
Hawryłki – wieś w Polsce położona w województwie podlaskim, w powiecie bielskim, w gminie Boćki.
W latach 1975–1998 miejscowość administracyjnie należała do województwa białostockiego.
Według danych z 2011 roku Hawryłki liczyły 69 mieszkańców.
Wierni kościoła rzymskokatolickiego należą do parafii św. Józefa Oblubieńca w Boćkach.